# Masów (Dęblin)
Masów (dawniej Massów)  – część miasta Dęblina w województwie lubelskim, w powiecie ryckim, dawniej samodzielna miejscowość. Leży na południowo-wschodnich rubieżach miasta, w okolicy ulic Długiej, Krasickiego i Kołłątaja.
Osiedle jest położone w dolinie rzeki Wieprz i sąsiaduje z dzielnicą Lotnisko. Masów to osiedle składające się z domków jednorodzinnych plus położone w pobliżu pola uprawne i pastwiska. Niegdyś większość mieszkańców zajmowało się uprawą roli, obecnie jednak w dużym stopniu zamieszkiwana jest przez rodziny, których członkowie pracują i uczą się w innych dzielnicach.
Na terenie Masowa działa Ochotnicza Straż Pożarna „Dęblin-Masów”. Oprócz remizy strażackiej, w obrębie dzielnicy Masów znajduje się również biblioteka publiczna oraz kaplica.

## Historia
Dawniej samodzielna miejscowość. Od 1867 w gminie Iwanowskie Sioło w powiecie nowoaleksandryjskim, od 1870 w nowo utworzonej gminie Irena. W okresie międzywojennym miejscowość należała dopowiatu puławskiego w woj. lubelskim. W 1921 roku liczba mieszkańców wynosiła 357. 1 września 1933 utworzono gromadę Masów w granicach gminy Irena, składającą się ze wsi Masów i kolonii Dęblin. 1 kwietnia 1939 Masów wraz z cała gminą Irena przyłączono do woj. warszawskiego i powiatu garwolińskiego.
Podczas II wojny światowej Masów włączono do Generalnego Gubernatorstwa (dystrykt lubelski, powiat puławski), nadal w gminie Irena. W 1943 roku liczba mieszkańców wynosiła 832.
Po wojnie Masów powrócił do powiatu garwolińskiego w woj. warszawskim jako jedna z 15 gromad gminy Irena. W związku z reorganizacją administracji wiejskiej jesienią 1954, miejscowość weszła w skład nowej gromady Dęblin. 
Po pięciu tygodniach, 13 listopada 1954, gromadę Dęblin zniesiono w związku z przekształceniem jej obszaru w miasto Dęblin, przez co Masów stał się integralną częścią Dęblina.